# Blåkulltjärnen, Gästrikland
Blåkulltjärnen är en sjö i Gävle kommun i Gästrikland och ingår i Hamrångeåns huvudavrinningsområde. Sjön har en area på 0,0389 kvadratkilometer och ligger 56,1 meter över havet.

## Delavrinningsområde
Blåkulltjärnen ingår i det delavrinningsområde (676659-156442) som SMHI kallar för Mynnar i Stensjön. Medelhöjden är 58 meter över havet och ytan är 0,36 kvadratkilometer. Det finns inga avrinningsområden uppströms utan avrinningsområdet är högsta punkten. Vattendraget som avvattnar avrinningsområdet har biflödesordning 3, vilket innebär att vattnet flödar genom totalt 3 vattendrag innan det når havet efter 24 kilometer. Avrinningsområdet består mestadels av skog (83 procent). Avrinningsområdet har 0,04 kvadratkilometer vattenytor vilket ger det en sjöprocent på 10,7 procent.